# 笠松章
笠松 章（かさまつ あきら、1910年-1987年7月19日）は、日本の精神科医。
和歌山県生まれ。海南中学校卒、第三高等学校卒、1936年東京帝国大学医学部卒、1952年「N2ガス吸入による意識喪失の研究」で医学博士。1956年東京大学医学部助教授、同附属病院精神神経科科長、教授。71年定年退官、名誉教授、国立精神衛生研究所長、財団法人神経研究所長。

## 著書
- 『臨床精神医学』中外医学社 1959
- 『不確実性時代の精神医学』海鳴社 1985

### 共編著
- 『精神医学最近の進歩』内村祐之,島崎敏樹共編 医歯薬出版 最近の進歩シリーズ 1957
- 『現代の生理と心理 第3 青年の生理と心理』松井三雄共編 医歯薬出版 1960
- 『現代人間学 第4 人のこころ 第2』井村恒郎共編 みすず書房 1967
- 『薬物乱用の臨床疫学』逸見武光,滝沢和盛共編 医歯薬出版 1971

### 翻訳
- Paul O.Chatfield『臨床神経生理学の基礎』時実利彦共訳 協同医書出版社 1960
- T.M.リング編『職場の精神衛生と人間関係』坪上宏共訳編 誠信書房 1968

## 論文
- <笠松章